# Sveriges ambassad i Berlin
Sveriges ambassad i Berlin är Sveriges diplomatiska beskickning i Tyskland som är belägen i landets huvudstad Berlin. Beskickningen består av en ambassad, ett antal svenskar utsända av Utrikesdepartementet (UD) och lokalanställda. Ambassadör från augusti 2023 är Veronika Wand-Danielsson. Ambassaden är belägen på Rauchstrasse 1 i Tiergarten i Berlin och ingår i de Nordiska ambassaderna i Berlin.

## Historia
År 1912 inköptes i Berlin en stor villa på Rauchstrasse 1, som kostade 560 000 kronor, motsvarande 25 miljoner kronor i dagens värde. Villan ritades om av Fredrik Lilljekvist. Den förstördes i den massiva bombningen av Tiergarten den 22 november 1943. Sveriges upprätthöll representation i grannbyggnaderna, som också tillhörde Sverige, fram till krigsslutet. Ambassaden flyttade till Bonn 1947 och vid Berlins delning 1949 blev den mest välbehållna delen Sveriges generalkonsulat. Rester av det svenska huset stod kvar ända fram till 1954 då det revs. Det enda som återstod då var en bunker som användes som förråd.
Bonn betraktades redan från början som en tillfällig adress och att Berlin snart skulle återerövra sin plats. Detta ledde till att Sverige och Finland på 1950-talet köpte varsin tomt för kommande bruk. Dessa tomter låg i den trekantiga park mellan Stülerstrasse och Klingelhöferstrasse som i folkmun kallas Klingelhöfer-Dreieck, eller Tiergarten-Dreieck. Sverige och Finland behöll sina gamla legationstomter vid Tiergartenstraße. När Östtyskland och Västtyskland 1972 erkände varandra öppnade Sverige en ambassad i Östberlin. År 1974 såldes tomten till staden Berlin som inte bebyggde den. År 1995 kunde Sverige liksom Finland efter långvariga förhandlingar köpa tillbaka sina gamla tomter. Med köp av ytterligare en tomt i kvarteret kunde tanken på en nordisk ambassadanläggning förverkligas. År 1999 öppnades den nya ambassaden i Berlin och den i Bonn stängdes. Idag står ambassaden i Berlin på samma tomt som 1912 års legation men nu som en del av de nordiska ambassaderna.

## Fastigheterna
Sveriges ambassad i Tyskland flyttade 1999 från Bonn till den nordiska ambassadanläggningen Nordische Botschaften i Berlin. Ambassaden är placerad på exakt samma plats som den tidigare legationen. Den svenska ambassadbyggnaden ritades av arkitekten Gert Wingårdh. Husets exteriör utmärks svart emmabodagranit på sidan mot den norska ambassaden och gotländsk kalksten på fasaden mot Finland. Wingård har inspirerats av yin och yang tillsammans med det svenska materialet i sitt val av material. Exteriören smälter samman med interiören genom kalkstensväggen som startar utanpå byggnaden vid entrén för att sedan gå in i huset. Ut mot Klingelhöfer Strasse består fasaden av det omslutande gröna så kallade kopparbandet vars lameller till stora delar är öppnade för att få in ljus i byggnaden. Byggnaden förvaltas av Statens fastighetsverk.
Interiörmässigt har ambassaden björkklädda väggar med linjer i etsad koppar som knyter an till komplexets fasad. Fokalpunkten är spiraltrappan i trä som leder vidare upp från foajén. I entréplan finns även konferensrummet med vy över innerplanen. Utmärkande är konferensrummet på bottenplan som ger ett flytande intryck genom sin placering mellan vattnet utanför och vattenfallet i foajén tillsammans med det kanotformade konferensbordet. Möblerna kommer från Källemo och är formgivna av Mats Theselius. De två skulpturer varav den ena är inuti huset och den andra utanför men mellan ambassadbyggnaden och yttertomten är skapade av Håkan Rehnberg.
Ambassaden har tre övre plan fördelade mellan den konsulära och administrativa avdelningen, press-, informations, näringslivs- och kulturavdelningen samt den ekonomiska och politiska avdelningen. Våningarna är i stort identiska i sin utformning. Här återfinns respektive avdelningars arbetsrum samt konferens- och möteslokaler. Den konsulära avdelningen som är öppen för allmänheten återfinns i det för de nordiska ambassaderna gemensamma Felleshuset där även växlande utställningar är öppna för allmänheten.

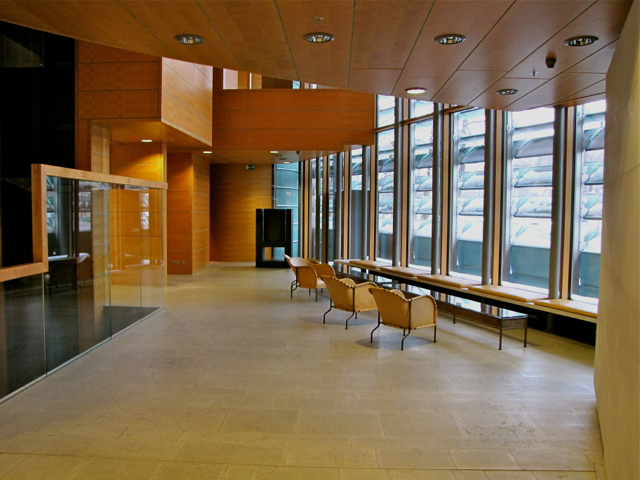
Interiör.
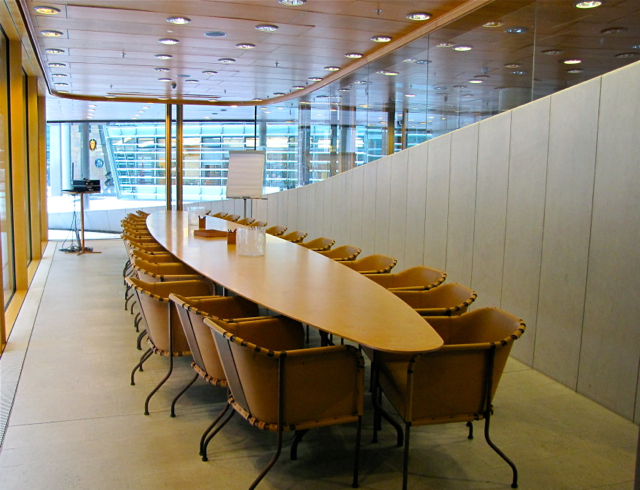
Konferensrummet.
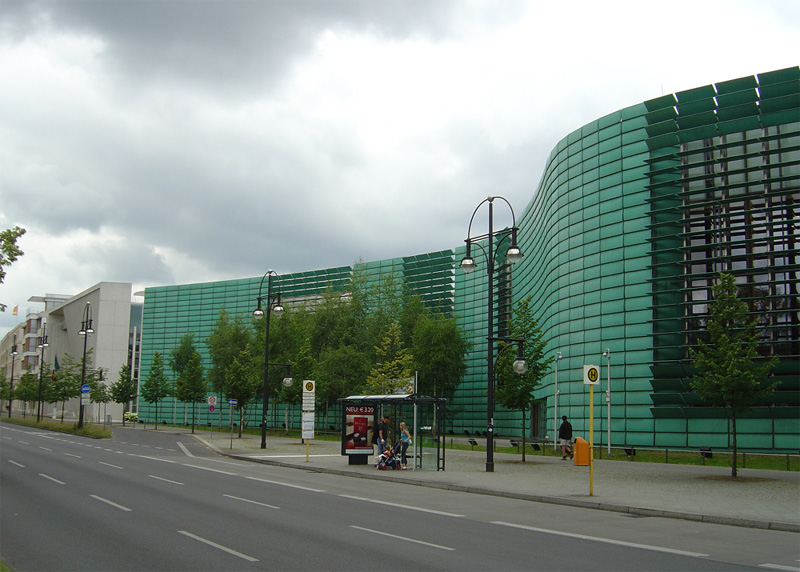
Nordiska ambassaderna.
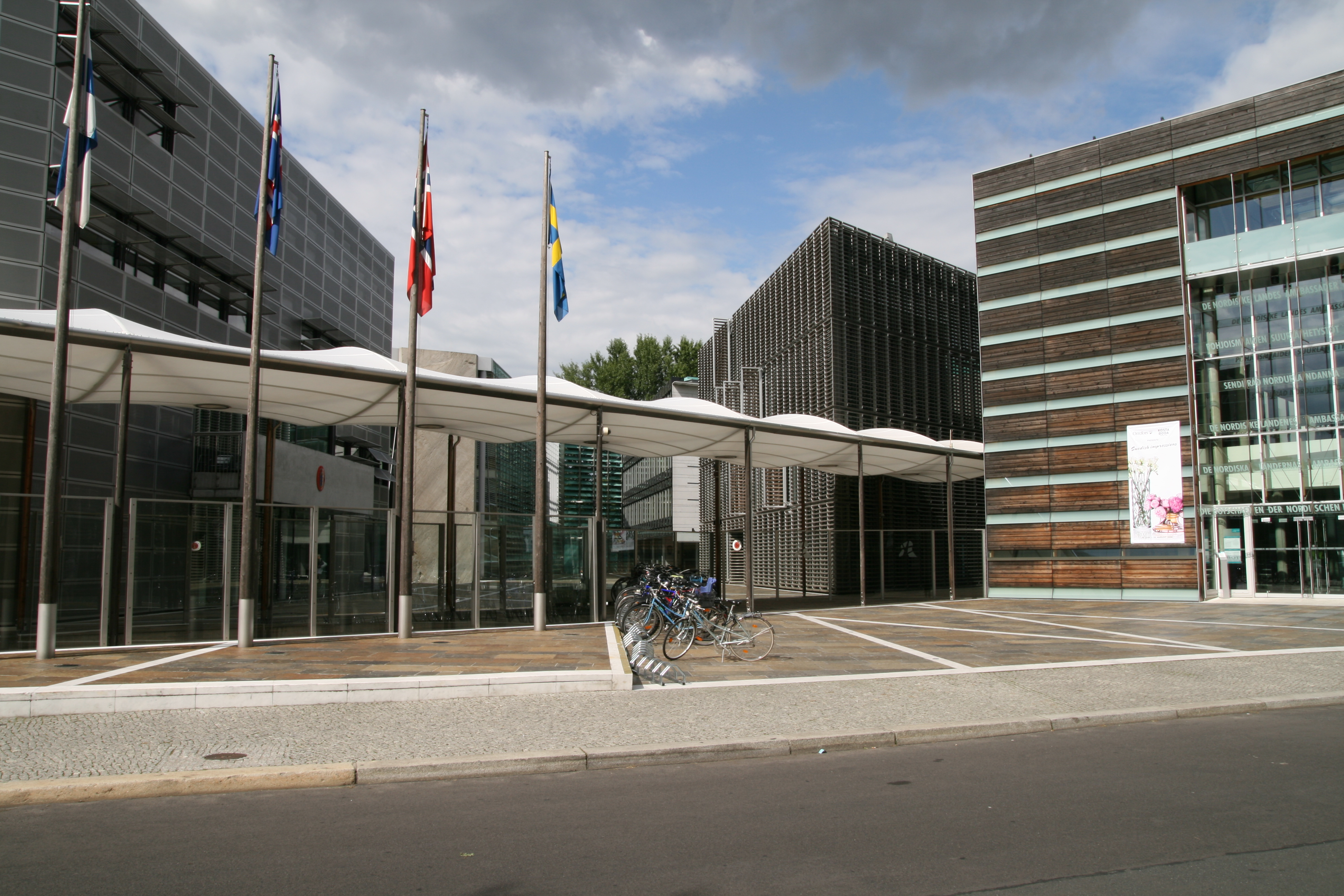
Nordiska ambassaderna.

### Residenset

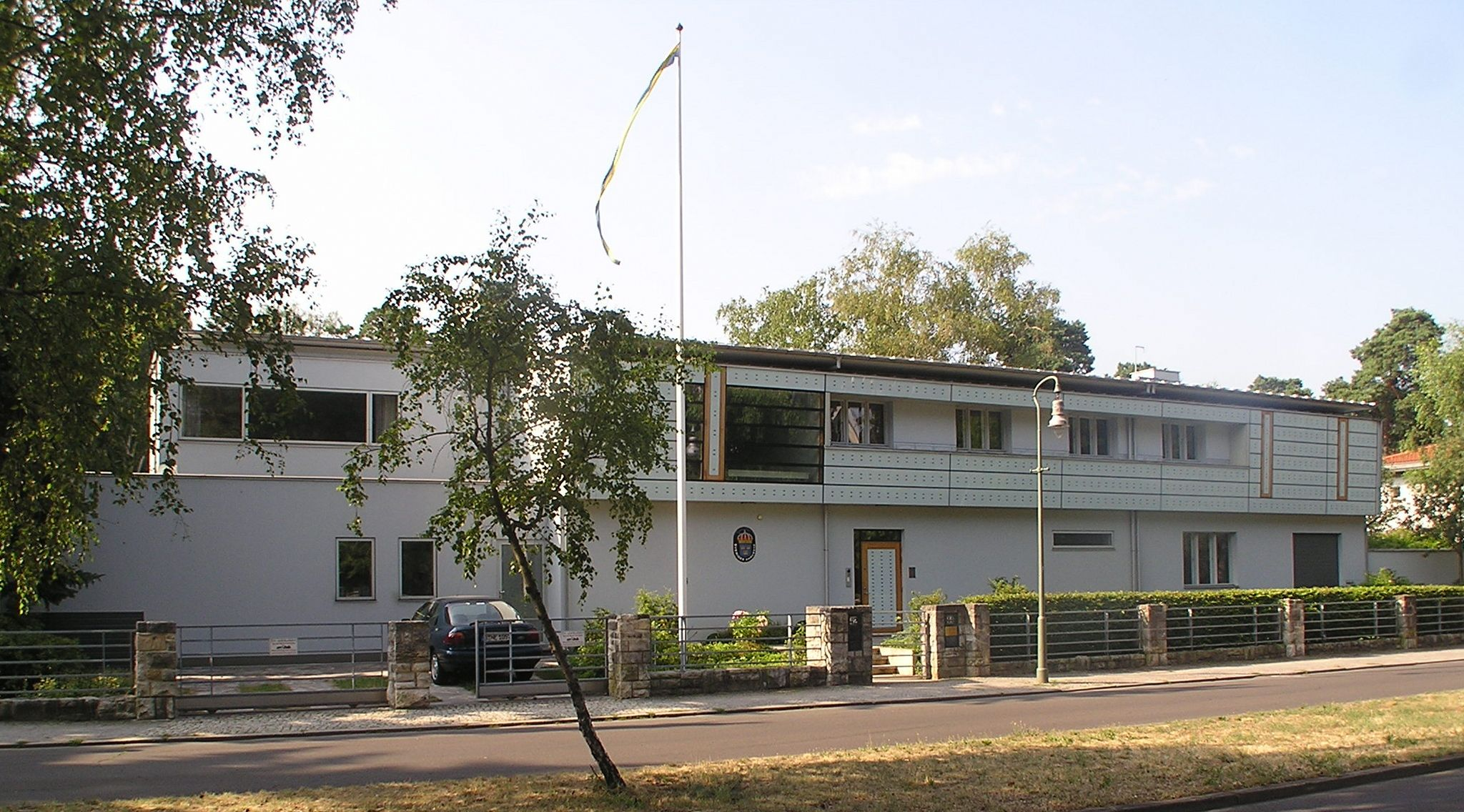
Residenset.

Sveriges residens och ambassadörens bostad ligger i Dahlem i sydvästra Berlin. Byggnaden som ursprungligen gick i Heimatschutzstil genomgick en omfattande ombyggnation 1999 och går sedan dess i en modernistisk stil. Även residenset förvaltas av Statens fastighetsverk.

## Beskickningschefer
| Namn                     | Period    | Funktion   |
| ------------------------ | --------- | ---------- |
| Ole Jödahl               | 1956–1967 | Ambassadör |
| Nils Montan              | 1967–1972 | Ambassadör |
| Sven Backlund            | 1972–1983 | Ambassadör |
| Lennart Eckerberg        | 1983–1990 | Ambassadör |
| Torsten Örn              | 1990–1994 | Ambassadör |
| Örjan Berner             | 1994–1996 | Ambassadör |
| Mats Hellström           | 1997–2001 | Ambassadör |
| Carl Tham                | 2002–2006 | Ambassadör |
| Ruth Jacoby              | 2006–2010 | Ambassadör |
| Staffan Carlsson         | 2010–2015 | Ambassadör |
| Lars Danielsson          | 2015–2017 | Ambassadör |
| Per Thöresson            | 2017–2023 | Ambassadör |
| Veronika Wand-Danielsson | 2023–     | Ambassadör |